# Onthophagus pooensis
Onthophagus pooensis es una especie de insecto del género Onthophagus, familia Scarabaeidae, orden Coleoptera.

Fue descrita científicamente por Cambefort & Nicolas en 1991.